# Bundesvision Song Contest 2008
De Bundesvision Song Contest 2008 vond plaats in Hannover, Nedersaksen, nadat Oomph! en Marta Jandová het festival het voorgaande jaar wonnen met Träumst du?. Winnaar dit jaar werd Brandenburg. Subway to Sally wist met het nummer Auf Kiel Brandenburg zijn eerste overwinning te schenken in de geschiedenis van het festival.

## Uitslag
| Plaats | Staat                     | Taal                    | Artiest                         | Lied                | Punten |
| ------ | ------------------------- | ----------------------- | ------------------------------- | ------------------- | ------ |
| 1      | Brandenburg               | Duits                   | Subway to Sally                 | Auf Kiel            | 147    |
| 2      | Thüringen                 | Duits                   | Clueso                          | Keinen Zentimeter   | 146    |
| 3      | Saksen-Anhalt             | Duits                   | Down Below                      | Sand in meiner Hand | 96     |
| 4      | Nedersaksen               | Duits                   | Madsen                          | Nachtbaden          | 94     |
| 5      | Mecklenburg-Voor-Pommeren | Duits                   | Jennifer Rostock                | Kopf oder Zahl      | 79     |
| 6      | Sleeswijk-Holstein        | Duits                   | Panik                           | Was würdest du tun? | 75     |
| 7      | Berlijn                   | Duits, Spaans en Engels | Culcha Candela                  | Chica               | 66     |
| 8      | Hessen                    | Duits                   | Rapsoul                         | König der Welt      | 51     |
| 9      | Baden-Württemberg         | Duits                   | Laith Al-Deen                   | Du                  | 46     |
| 10     | Beieren                   | Duits                   | Sportfreunde Stiller            | Antinazibund        | 32     |
| 11     | Bremen                    | Duits                   | Paulsrekorder                   | Anna                | 20     |
| 12     | Hamburg                   | Duits                   | Das Bo                          | Ohne Bo             | 19     |
| 13     | Rijnland-Palts            | Duits                   | Peilomat                        | Jenny               | 17     |
| 14     | Noordrijn-Westfalen       | Duits en Engels         | Sisters Keepers                 | Unite               | 16     |
| 15     | Saarland                  | Duits                   | Casino Zero                     | Gib mir einen Blick | 12     |
| 15     | Saksen                    | Duits                   | Far East Band feat. Dean Dawson | Unfassbar           | 12     |

## Terugkerende artiesten
| Deelstaat | Artiest | Eerdere deelname |
| --------- | ------- | ---------------- |
| Thüringen | Clueso  | Thüringen 2005   |

2005 · 2006 · 2007 · 2008 · 2009 · 2010 · 2011 · 2012 · 2013 · 2014 · 2015
Baden-Württemberg · Beieren · Berlijn · Brandenburg · Bremen · Hamburg · Hessen · Mecklenburg-Voor-Pommeren · Nedersaksen · Noordrijn-Westfalen · Rijnland-Palts · Saarland · Saksen · Saksen-Anhalt · Sleeswijk-Holstein · Thüringen